# Oleg Nikolajewitsch Taktarow

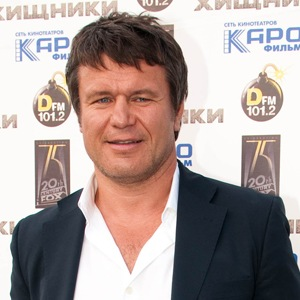
Oleg Taktarow (2010)

Oleg Nikolajewitsch Taktarow (russisch Оле́г Никола́евич Такта́ров, englische Transkription Oleg Nikolaevich Taktarov; * 26. August 1967 in Arsamas-16) ist ein russischer Mixed-Martial-Arts-Kämpfer und Schauspieler. Mit Stand Juni 2010 beträgt seine Wettkampfbilanz siebzehn Siege, fünf Niederlagen und zwei Unentschieden.

## Karriere
Am 7. April 1995 debütierte Taktarow als Mixed-Martial-Arts-Kämpfer. Durch seine sportliche Aktivität erwarb sich Taktarow den Rufnamen Der russische Bär. Er ist hauptsächlich in den Vereinigten Staaten als Kämpfer tätig, unter anderem in der Ultimate Fighting Championship. Ab 1998 reduzierte er die Wettkampftätigkeit, um der Schauspielerei hauptberuflich nachgehen zu können.
Er trat unter anderem in den Filmen Das Vermächtnis der Tempelritter und Miami Vice aus dem Jahre 2006, auf. An der Seite von Robert De Niro spielte er in 15 Minuten Ruhm einen Serienkiller. Durch diesen Film konnte er erstmals als Schauspieler auf sich aufmerksam machen. Er spielte 2010 im Science-Fiction-Film Predators einen russischen Elite-Soldaten.
Im Videospiel Battlefield 3 verkörperte er die Figur des Dimitri Mayakovsky.
Taktarows Vater Nikolaj gehört zum indigenen uralischen Volk der Mari.

## Filmografie (Auswahl)
- 1997: Pride 1
- 1997: Total Force
- 1997: Air Force One
- 1997: Total Force 2
- 2001: 15 Minuten Ruhm (15 Minutes)
- 2001: The Quickie
- 2002: Rollerball
- 2003: 44 Minuten – Die Hölle von Nord Hollywood (44 Minutes: The North Hollywood Shoot-Out, Fernsehfilm)
- 2003: Red Serpent
- 2003: Bad Boys II
- 2004: Das Vermächtnis der Tempelritter (National Treasure)
- 2006: Miami Vice
- 2006: Shift (Сдвиг)
- 2007: Helden der Nacht – We Own the Night (We Own the Night)
- 2007: Kill Bobby Z (The Death and Life of Bobby Z)
- 2007: Rockaway
- 2007: Blizhniy Boy: The Ultimate Fighter
- 2008: Montana
- 2008: Kurzer Prozess – Righteous Kill (Righteous Kill)
- 2008: Maltiyskiy krest
- 2009: Taina Tschingis Chaana
- 2009: The Way – Der Weg des Drachen (Put)
- 2010: Predators
- 2011: Generation P (Generation П)
- 2013: Officer Down – Dirty Copland
- 2013: Betrayal – Der Tod ist ihr Geschäft (Betrayal)
- 2013: Ticket to Vegas (Билет на Вегас)
- 2014: Fürst der Dämonen (Вий)
- 2014: Reach Me – Stop at Nothing (Reach Me)
- 2018: Criminal Squad (Den of Thieves)
- 2018: Battle Drone
- 2022: The Man from Toronto
- 2023: The Machine